# Danh sách chuyến lưu diễn của Seventeen

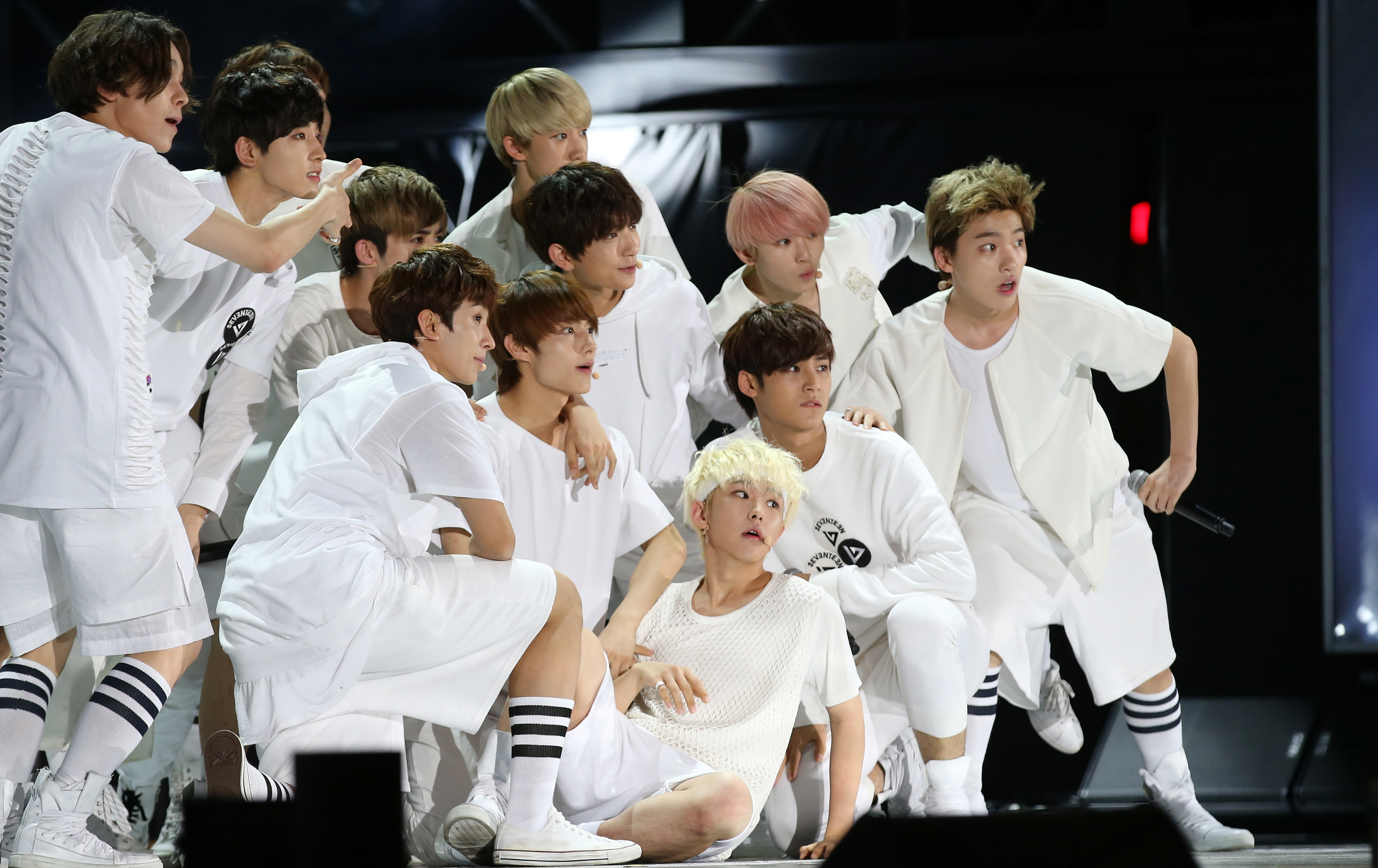
Seventeen tại Lễ hội K-POP mùa hè 2015

Seventeen bắt đầu chuyến lưu diễn đầu tiên mang tên Seventeen 1st Asia Tour 2016 Shining Diamonds vào tháng 7 đến tháng 9 năm 2016, biểu diễn tại các ở các quốc gia bao gồm Singapore, Úc, New Zealand và Trung Quốc. Chuỗi các buổi hòa nhạc bắt đầu ở Hàn Quốc nơi 13.000 vé được bán. Họ cũng đã tổ chức bốn showcase.

## Tour

### Seventeen 1st Asia Tour 2016 Shining Diamond
Seventeen 1st Asia Tour 2016 Shining Diamond là chuyến lưu diễn châu Á đầu tiên của Seventeen do Pledis Entertainment và Type Communication Group tổ chức. Chuyến lưu diễn được tổ chức từ ngày 13 tháng 8 đến ngày 11 tháng 9 năm 2016, tại Singapore, Manila, Jakarta, Bangkok, Melbourne, Sydney, Auckland, Cửu Long, Bắc Kinh và Đài Bắc.

#### Danh sách biểu diễn
1. Shining Diamond
2. Rock
3. Chuck
4. When I Grow Up (Vocal Team)
5. OMG (Performance Team)
6. No F.U.N
7. Adore U
8. Mansae
9. Pretty U
10. Healing
11. Love Letter
12. Q&A
13. Say Yes
14. Hit Song
15. Very Nice
16. Drift Away
17. Still Lonely
18. Those Bygone Years (Xia Hu) (Jun&The8)
19. Fronting (Hip-Hop Team)

#### Lịch lưu diễn
| Ngày                | Thành phố | Quốc gia    | Địa điểm                   | Khán giả |
| ------------------- | --------- | ----------- | -------------------------- | -------- |
| 13 tháng 8 năm 2016 | Singapore | Singapore   | Trung tâm Hội nghị MegaBox | 20.000   |
| 14 tháng 8 năm 2016 | Manila    | Philippines | The Theatre tại Solaire    | 20.000   |
| 15 tháng 8 năm 2016 | Manila    | Philippines | The Theatre tại Solaire    | 20.000   |
| 20 tháng 8 năm 2016 | Jakarta   | Indonesia   | Balai Sarbini              | 20.000   |
| 21 tháng 8 năm 2016 | Băng Cốc  | Thái Lan    | Muang Thai GMM Live House  | 20.000   |
| 27 tháng 8 năm 2016 | Melbourne | Úc          | Plenary                    | 20.000   |
| 28 tháng 8 năm 2016 | Sydney    | Úc          | Big Top Sydney             | 20.000   |
| 30 tháng 8 năm 2016 | Auckland  | New Zealand | The Trusts Arena           | 20.000   |
| 4 tháng 9 năm 2016  | Cửu Long  | Hồng Kông   | KITEC                      | 20.000   |
| 9 tháng 9 năm 2016  | Bắc Kinh  | Trung Quốc  | Huiyuan Space              | 20.000   |
| 11 tháng 9 năm 2016 | Đài Bắc   | Đài Loan    | ATT Show Box               | 20.000   |

### 2017 Seventeen 1st World Tour "Diamond Edge"

#### Danh sách biểu diễn
1. Pretty U (Remix ver.)
2. BEAUTIFUL (13 Member ver.)
3. Adore U (Remix ver.)
4. Still Lonely (13 Member ver.)
5. Very Nice
6. Swimming Fool (Performance Team)
7. Mansae (Remix ver.)
8. OMG (Remix ver.) (Performance Team)
9. BOOMBOOM
10. The Real Thing *unreleased (Mixtape) (Dino)
11. JOKER + What's The Problem + MMO *unreleased (Mixtape) (Hip-Hop Team)
12. We Gonna Make It Shine (2017 ver.) *unreleased (Vocal Team)
13. My I (Jun&The8)
14. Don't Listen In Secret (Vocal Team)
15. Hurricane *unreleased (Hoshi)
16. Ah Yeah (Hip-Hop Team)
17. HIGHLIGHT (Remix ver.) (Performance Team)
18. Fronting (Hip-Hop Team)
19. Say Yes (DK&Seungkwan)
20. Check-In (Hip-Hop Team)
21. WITH ME *unreleased (Woozi)
22. Crazy in Love
23. Falling for U *unreleased (Joshua&Jeonghan)
24. Fast Pace
25. Lotto (Remix ver.) (Mixtape) (Hip-Hop Team)
26. When I Grow Up (Vocal Team)
27. If I (Hip-Hop Team)
28. 20 (Vocal Team)
29. Habit (Vocal Team)
30. Rock
31. Chuck
32. Don't Wanna Cry
33. Shining Diamond
34. Fronting (13 Member ver.)
35. Healing

#### Lịch lưu diễn
| Ngày                | Thành phố    | Quốc gia    | Địa điểm                                                            | Khán giả |
| ------------------- | ------------ | ----------- | ------------------------------------------------------------------- | -------- |
| 14 tháng 7 năm 2017 | Seoul        | Hàn Quốc    | Sân vận động phụ Jamsil                                             | 30.000   |
| 15 tháng 7 năm 2017 | Seoul        | Hàn Quốc    | Sân vận động phụ Jamsil                                             | 30.000   |
| 16 tháng 7 năm 2017 | Seoul        | Hàn Quốc    | Sân vận động phụ Jamsil                                             | 30.000   |
| 26 tháng 7 năm 2017 | Saitama      | Nhật Bản    | Saitama Super Arena                                                 | 60.000   |
| 27 tháng 7 năm 2017 | Saitama      | Nhật Bản    | Saitama Super Arena                                                 | 60.000   |
| 5 tháng 8 năm 2017  | Băng Cốc     | Thái Lan    | Thunder Dome                                                        | 5.500    |
| 12 tháng 8 năm 2017 | Hồng Kông    | Hồng Kông   | Hội trường 10 AsiaWorld–Expo                                        | 5.000    |
| 18 tháng 8 năm 2017 | Chicago      | Hoa Kỳ      | Nhà hát Rosemont                                                    | —        |
| 23 tháng 8 năm 2017 | Dallas       | Hoa Kỳ      | Nhà hát Verizon tại Grand Prairie                                   | —        |
| 25 tháng 8 năm 2017 | Toronto      | Canada      | Hội trường Massey                                                   | —        |
| 27 tháng 8 năm 2017 | New York     | Hoa Kỳ      | Terminal 5                                                          | —        |
| 29 tháng 8 năm 2017 | Santiago     | Chile       | Movistar Arena                                                      | —        |
| 9 tháng 9 năm 2017  | Kuala Lumpur | Malaysia    | Sân vận động Negara                                                 | —        |
| 23 tháng 9 năm 2017 | Jakarta      | Indonesia   | Hội trường 3A Ice                                                   | —        |
| 29 tháng 9 năm 2017 | Singapore    | Singapore   | Hội trường 601-604 Trung tâm hội nghị và triển lãm Suntec Singapore | —        |
| 1 tháng 10 năm 2017 | Đài Bắc      | Đài Loan    | Nhà thi đấu Tân Trang                                               | 5.000    |
| 6 tháng 10 năm 2017 | Manila       | Philippines | Mall of Asia Arena                                                  | 10.000   |
| Tổng cộng           | Tổng cộng    | Tổng cộng   | Tổng cộng                                                           | 200.000  |

### Seventeen 2018 Japan Arena Tour 'SVT'

#### Danh sách biểu diễn
1. Clap (Remix ver.)
2. No F.U.N
3. Chuck
4. Don't Wanna Cry
5. Without You
6. Still Lonely (13 Member ver.)
7. Hello
8. Pinwheel
9. Lilili Yabbay
10. Trauma
11. Change Up
12. Crazy in Love
13. Habit
14. When I Grow Up
15. Lean On Me (Japanese ver.)
16. Fronting
17. Jam Jam (Remix ver.)
18. Swimming Fool
19. Pretty U
20. BOOMBOOM
21. Mansae
22. Adore U
23. I wanna be a Celeb (Celeb Five) (Hoshi, DK, The8, Seungkwan, Dino)
24. Thanks
25. Love Letter (Japanese ver.)
26. Very Nice

Tour đấu trường Nhật Bản Seventeen 2018 'SVT' là tour diễn tại Nhật Bản của Seventeen trước khi ra mắt tại Nhật Bản do Pledis Entertainment tổ chức. Chuyến lưu diễn sẽ được tổ chức từ ngày 21 tháng 2 đến ngày 7 tháng 3 năm 2018, tại Yokohama, Osaka và Nagoya, tham quan tổng cộng 3 thành phố.

#### Lịch lưu diễn
| Ngày                | Thành phố | Quốc gia | Địa điểm            | Khán giả |
| ------------------- | --------- | -------- | ------------------- | -------- |
| 21 tháng 2 năm 2018 | Yokohama  | Nhật Bản | Yokohama Arena      | 110.000  |
| 22 tháng 2 năm 2018 | Yokohama  | Nhật Bản | Yokohama Arena      | 110.000  |
| 27 tháng 2 năm 2018 | Osaka     | Nhật Bản | Hội trường Osaka-jō | 110.000  |
| 28 tháng 2 năm 2018 | Osaka     | Nhật Bản | Hội trường Osaka-jō | 110.000  |
| 6 tháng 3 năm 2018  | Nagoya    | Nhật Bản | Hội trường NGK      | 110.000  |
| 7 tháng 3 năm 2018  | Nagoya    | Nhật Bản | Hội trường NGK      | 110.000  |

### Các bài hát
1. Intro. New World
2. HIGHLIGHT (Remix ver.)
3. Thanks (Remix ver.)
4. Bring It
5. Flower
6. No F.U.N (Remix ver.)
7. Chuck (Remix ver.)
8. Run to You
9. BEAUTIFUL (13 Member ver.)
10. Change Up
11. Pinwheel
12. Jam Jam (Remix ver.)(Performance Team)
13. Un Haeng Il Chi (Remix ver.) (Mixtape) (Hip-Hop Team)
14. Habit (Rearranged)
15. Swimming Fool (Remix ver.)(Performance Team)
16. Thinkin' About You
17. Hello
18. Rocket
19. Pretty U
20. Shining Diamond
21. BOOMBOOM (Remix ver.)
22. Rock (Remix ver.)
23. Clap (Remix ver.)
24. Campfire
25. Campfire (Japanese ver.)
26. Healing
27. Healing (Japanese ver.)
28. Very Nice (Remix ver.)
29. 20 (Japanese ver.)
30. Rocket (English ver.)
31. Oh My!
32. Oh My! (Chinese ver.)
33. Call Call Call!
34. SUKYO (Mixtape) (Hip-Hop Team)
35. Adore U

#### Lịch lưu diễn
| Ngày                | Thành phố    | Quốc gia    | Địa điểm                                  | Khán giả |
| ------------------- | ------------ | ----------- | ----------------------------------------- | -------- |
| 28 tháng 6 năm 2018 | Seoul        | Hàn Quốc    | Jamsil Arena                              | 27.000   |
| 29 tháng 6 năm 2018 | Seoul        | Hàn Quốc    | Jamsil Arena                              | 27.000   |
| 30 tháng 6 năm 2018 | Seoul        | Hàn Quốc    | Jamsil Arena                              | 27.000   |
| 1 tháng 7 năm 2018  | Seoul        | Hàn Quốc    | Jamsil Arena                              | 27.000   |
| 31 tháng 8 năm 2018 | Hồng Kông    | Hồng Kông   | AsiaWorld–Arena                           | —        |
| 4 tháng 9 năm 2018  | Saitama      | Nhật Bản    | Saitama Super Arena                       | 120.000  |
| 5 tháng 9 năm 2018  | Saitama      | Nhật Bản    | Saitama Super Arena                       | 120.000  |
| 6 tháng 9 năm 2018  | Saitama      | Nhật Bản    | Saitama Super Arena                       | 120.000  |
| 8 tháng 9 năm 2018  | Saitama      | Nhật Bản    | Saitama Super Arena                       | 120.000  |
| 9 tháng 9 năm 2018  | Saitama      | Nhật Bản    | Saitama Super Arena                       | 120.000  |
| 16 tháng 9 năm 2018 | Jakarta      | Indonesia   | Trung tâm hội nghị và triển lãm Indonesia | —        |
| 21 tháng 9 năm 2018 | Singapore    | Singapore   | Sân vận động trong nhà Singapore          | —        |
| 23 tháng 9 năm 2018 | Kuala Lumpur | Malaysia    | MIECC                                     | 5.000    |
| 29 tháng 9 năm 2018 | Manila       | Philippines | Mall of Asia Arena                        | 10.000   |
| 6 tháng 10 năm 2018 | Đài Bắc      | Đài Loan    | Nhà thi đấu Tân Trang                     | 10.000   |
| 7 tháng 10 năm 2018 | Đài Bắc      | Đài Loan    | Nhà thi đấu Tân Trang                     | 10.000   |
| 3 tháng 11 năm 2018 | Seoul        | Hàn Quốc    | Nhà thi đấu Thể dục dụng cụ Olympic       | 25.000   |
| 4 tháng 11 năm 2018 | Seoul        | Hàn Quốc    | Nhà thi đấu Thể dục dụng cụ Olympic       | 25.000   |

### SEVENTEEN 2019 JAPAN TOUR 'HARU'
SEVENTEEN 2019 JAPAN TOUR 'HARU' là tour diễn hòa nhạc Nhật Bản lần thứ ba của Seventeen do Pledis Entertainment & Pledis Japan tổ chức. Chuyến lưu diễn sẽ được thực hiện từ ngày 2 tháng 4 đến ngày 27 tháng 4 năm 2019, tại Fukuoka, Shizuoka, Saitama, Chiba và Osaka, tham quan tổng cộng 5 thành phố.

### Các bài hát
1. Call Call Call
2. CLAP
3. Good to me
4. Crazy in love (Remix) (Hoshi solo dance)
5. Rock
6. Check in (Remix)
7. What's Good
8. Hightlight (Japanese Remix Ver.)
9. MOONWALKER
10. Pinwheel
11. Come to me
12. Run to you
13. Don't Wanna Cry (Ballad Ver.)
14. Without You
15. Fast Pace
16. HOME
17. THANKS
18. Oh My ! (Japanese Ver.)
19. 아주 NICE
20. Adore U
21. BOOM BOOM
22. U.S.A  Da Pump (Lee Chan, Joshua Hong, Yoon Jeonghan, Kwon Hoshi và Lee Dokyum)
23. Getting Closer
24. Our Dawn is Hotter Than Day
25. Beautiful
26. Holiday

#### Lịch lưu diễn
| Ngày                | Thành phố | Quốc gia | Địa điểm             | Khán giả |
| ------------------- | --------- | -------- | -------------------- | -------- |
| 2 tháng 4 năm 2019  | Fukuoka   | Nhật Bản | Marine Messe Fukuoka | 200.000  |
| 3 tháng 4 năm 2019  | Fukuoka   | Nhật Bản | Marine Messe Fukuoka | 200.000  |
| 6 tháng 4 năm 2019  | Shizuoka  | Nhật Bản | Ecopa Arena          | 200.000  |
| 7 tháng 4 năm 2019  | Shizuoka  | Nhật Bản | Ecopa Arena          | 200.000  |
| 9 tháng 4 năm 2019  | Saitama   | Nhật Bản | Saitama Super Arena  | 200.000  |
| 10 tháng 4 năm 2019 | Saitama   | Nhật Bản | Saitama Super Arena  | 200.000  |
| 19 tháng 4 năm 2019 | Chiba     | Nhật Bản | Makuhari Messe       | 200.000  |
| 20 tháng 4 năm 2019 | Chiba     | Nhật Bản | Makuhari Messe       | 200.000  |
| 21 tháng 4 năm 2019 | Chiba     | Nhật Bản | Makuhari Messe       | 200.000  |
| 25 tháng 4 năm 2019 | Osaka     | Nhật Bản | Hội trường Osaka-jō  | 200.000  |
| 26 tháng 4 năm 2019 | Osaka     | Nhật Bản | Hội trường Osaka-jō  | 200.000  |
| 27 tháng 4 năm 2019 | Osaka     | Nhật Bản | Hội trường Osaka-jō  | 200.000  |

### Seventeen World Tours "ODE TO YOU"
Ngày 9 tháng 2 năm 2020, Pledis thông báo hủy toàn bộ các concert trong khuôn khổ World Tour 'Ode to You' sắp đến vào tháng 2 và tháng 3 vì dịch cúm Corona 

#### Các bài hát
1. Getting Closer (Remix Ver.)
2. Rock (Remix Ver.)
3. Clap (Remix Ver.)
4. Thanks (Remix Ver.)
5. Home (Remix Ver.)
6. Don't Wanna Cry (Remix Ver.)
7. Trauma (Rock Ver.)
8. Chilli
9. Lilili Yabbay
10. Shhh
11. Hug
12. Don't Listen In Secret
13. Space
14. Smile Flower
15. Adore U (Remix Ver.)
16. Pretty U (Remix Ver.)
17. Oh My!
18. Just Do It (OT 13 Ver.)
19. Crazy in Love (Remix Ver.)
20. Good to Me
21. Happy Ending (Korean Ver.)
22. HIT
23. 9-TEEN
24. Holiday
25. Very Nice

1. Getting Closer (Remix Ver.)
2. Rock (Remix Ver.)
3. Clap (Remix Ver.)
4. Thanks (Remix Ver.)
5. Home (Remix Ver.)
6. Don't Wanna Cry
7. Trauma (Rearranged Ver.)
8. Chilli (Remix Ver.)
9. Lilili Yabbay
10. Shhh
11. Hug
12. Don't Listen In Secret (Rearranged Ver.)
13. Space
14. Smile Flower
15. Adore U (Rearranged Ver.)
16. Pretty U (Remix Ver.)
17. Oh My! (Chinese ver.) (Remix Ver.)
18. Just Do It (OT 13 Ver.)
19. Good to Me
20. Happy Ending
21. 독: Fear
22. 9-TEEN
23. HIT
24. Very Nice

#### Lịch lưu diễn
| Ngày                 | Thành phố        | Quốc gia    | Địa điểm                                                  | Khán giả              |
| -------------------- | ---------------- | ----------- | --------------------------------------------------------- | --------------------- |
| 30 tháng 8 năm 2019  | Seoul            | Hàn Quốc    | KSPO Dome                                                 | 36,900                |
| 31 tháng 8 năm 2019  | Seoul            | Hàn Quốc    | KSPO Dome                                                 | 36,900                |
| 1 tháng 9 năm 2019   | Seoul            | Hàn Quốc    | KSPO Dome                                                 | 36,900                |
| 8 tháng 10 năm 2019  | Osaka            | Nhật Bản    | Hội trường Osaka-jō                                       | 23,329                |
| 9 tháng 10 năm 2019  | Osaka            | Nhật Bản    | Hội trường Osaka-jō                                       | 23,329                |
| 13 tháng 10 năm 2019 | Aichi            | Nhật Bản    | Hội trường A Aichi Sky Expo                               | 13,000                |
| 14 tháng 10 năm 2019 | Aichi            | Nhật Bản    | Hội trường A Aichi Sky Expo                               | 13,000                |
| 30 tháng 10 năm 2019 | Yokohama         | Nhật Bản    | Yokohama Arena                                            | 24,155                |
| 31 tháng 10 năm 2019 | Yokohama         | Nhật Bản    | Yokohama Arena                                            | 24,155                |
| 7 tháng 11 năm 2019  | Chiba            | Nhật Bản    | Makuhari Messe                                            | 43,500                |
| 8 tháng 11 năm 2019  | Chiba            | Nhật Bản    | Makuhari Messe                                            | 43,500                |
| 9 tháng 11 năm 2019  | Chiba            | Nhật Bản    | Makuhari Messe                                            | 43,500                |
| 16 tháng 11 năm 2019 | Jakarta          | Indonesia   | Istora Senayan                                            | 4,566                 |
| 23 tháng 11 năm 2019 | Băng Cốc         | Thái Lan    | Thunder Dome                                              | 8,538                 |
| 24 tháng 11 năm 2019 | Băng Cốc         | Thái Lan    | Thunder Dome                                              | 8,538                 |
| 10 tháng 1 năm 2020  | Newark           | Hoa Kỳ      | Trung tâm Prudential                                      | 7,636                 |
| 12 tháng 1 năm 2020  | Chicago          | Hoa Kỳ      | Trung tâm United                                          | —                     |
| 14 tháng 1 năm 2020  | Dallas           | Hoa Kỳ      | Toyota Music Factory                                      | —                     |
| 15 tháng 1 năm 2020  | Houston          | Hoa Kỳ      | Trung tâm Smart Financial                                 | 4,793                 |
| 17 tháng 1 năm 2020  | Thành phố México | México      | Cung thể thao                                             | 7,233                 |
| 19 tháng 1 năm 2020  | Los Angeles      | Hoa Kỳ      | The Forum                                                 | —                     |
| 21 tháng 1 năm 2020  | San Jose         | Hoa Kỳ      | Trung tâm SAP                                             | —                     |
| 23 tháng 1 năm 2020  | Seattle          | Hoa Kỳ      | Trung tâm ShoWare                                         | 3,878                 |
| 8 tháng 2 năm 2020   | Manila           | Philippines | Mall of Asia Arena                                        | —                     |
| 22 tháng 2 năm 2020  | Kuala Lumpur     | Malaysia    | Axiata Arena                                              | Bị hủy bỏ vì COVID-19 |
| 29 tháng 2 năm 2020  | Đài Bắc          | Đài Loan    | Nhà thi đấu Đại học Thể thao Quốc gia Đài Loan (Lâm Khẩu) | Bị hủy bỏ vì COVID-19 |
| 3 tháng 3 năm 2020   | Madrid           | Tây Ban Nha | Trung tâm WiZink                                          | Bị hủy bỏ vì COVID-19 |
| 5 tháng 3 năm 2020   | Paris            | Pháp        | La Seine Musicale                                         | Bị hủy bỏ vì COVID-19 |
| 8 tháng 3 năm 2020   | Luân Đôn         | Anh         | The SSE Arena                                             | Bị hủy bỏ vì COVID-19 |
| 10 tháng 3 năm 2020  | Berlin           | Đức         | Mercedes-Benz Arena                                       | Bị hủy bỏ vì COVID-19 |

## Seventeen 2020 Japan Dome Tour
| Ngày                | Thành phố | Quốc gia | Địa điểm              | Khán giả              |
| ------------------- | --------- | -------- | --------------------- | --------------------- |
| 9 tháng 5 năm 2020  | Saitama   | Nhật Bản | MetLife Dome          | Bị hủy bỏ vì COVID-19 |
| 10 tháng 5 năm 2020 | Saitama   | Nhật Bản | MetLife Dome          | Bị hủy bỏ vì COVID-19 |
| 19 tháng 5 năm 2020 | Tokyo     | Nhật Bản | Tokyo Dome            | Bị hủy bỏ vì COVID-19 |
| 20 tháng 5 năm 2020 | Tokyo     | Nhật Bản | Tokyo Dome            | Bị hủy bỏ vì COVID-19 |
| 23 tháng 5 năm 2020 | Fukuoka   | Nhật Bản | Fukuoka Yahuoku! Dome | Bị hủy bỏ vì COVID-19 |
| 24 tháng 5 năm 2020 | Fukuoka   | Nhật Bản | Fukuoka Yahuoku! Dome | Bị hủy bỏ vì COVID-19 |
| 27 tháng 5 năm 2020 | Osaka     | Nhật Bản | Kyocera Dome Osaka    | Bị hủy bỏ vì COVID-19 |
| 28 tháng 5 năm 2020 | Osaka     | Nhật Bản | Kyocera Dome Osaka    | Bị hủy bỏ vì COVID-19 |

## Seventeen World Tour 'Be The Sun
Intro VCR
1. HOT
2. March
3. HIT

Opening Ment
1. Rock with you
2. BOOMBOOM

| Ngày                 | Thành phố        | Quốc gia    | Địa điểm                                  | Khán giả |
| -------------------- | ---------------- | ----------- | ----------------------------------------- | -------- |
| 25 tháng 6 năm 2022  | Seoul            | Hàn Quốc    | Gocheok Sky Dome                          | 34,923   |
| 26 tháng 6 năm 2022  | Seoul            | Hàn Quốc    | Gocheok Sky Dome                          | 34,923   |
| 10 tháng 8 năm 2022  | Vancouver        | Canada      | Rogers Arena                              | 8.377    |
| 12 tháng 8 năm 2022  | Seattle          | Hoa Kỳ      | Climate Pledge Arena                      | 8.806    |
| 14 tháng 8 năm 2022  | Oakland          | Hoa Kỳ      | Oakland Arena                             | 12.601   |
| 17 tháng 8 năm 2022  | Los Angeles      | Hoa Kỳ      | Kia Forum                                 | 12.561   |
| 20 tháng 8 năm 2022  | Houston          | Hoa Kỳ      | Trung tâm Toyota                          | 9.124    |
| 23 tháng 8 năm 2022  | Fort Worth       | Hoa Kỳ      | Dickies Arena                             | 9.282    |
| 25 tháng 8 năm 2022  | Chicago          | Hoa Kỳ      | Trung tâm United                          | 12.421   |
| 28 tháng 8 năm 2022  | Washington, D.C. | Hoa Kỳ      | Capital One Arena                         | 11.341   |
| 30 tháng 8 năm 2022  | Atlanta          | Hoa Kỳ      | State Farm Arena                          | 9.503    |
| 1 tháng 9 năm 2022   | Elmont           | Hoa Kỳ      | UBS Arena                                 | 9.028    |
| 3 tháng 9 năm 2022   | Toronto          | Canada      | Scotiabank Arena                          | 13.763   |
| 6 tháng 9 năm 2022   | Newark           | Hoa Kỳ      | Trung tâm Prudential                      | 10.717   |
| 24 tháng 9 năm 2022  | Jakarta          | Indonesia   | Trung tâm hội nghị và triển lãm Indonesia | 17,336   |
| 25 tháng 9 năm 2022  | Jakarta          | Indonesia   | Trung tâm hội nghị và triển lãm Indonesia | 17,336   |
| 1 tháng 10 năm 2022  | Băng Cốc         | Thái Lan    | Hội trường Impact Challenger              | 19,270   |
| 2 tháng 10 năm 2022  | Băng Cốc         | Thái Lan    | Hội trường Impact Challenger              | 19,270   |
| 8 tháng 10 năm 2022  | Manila           | Philippines | SM Mall of Asia Arena                     | 16,956   |
| 9 tháng 10 năm 2022  | Manila           | Philippines | SM Mall of Asia Arena                     | 16,956   |
| 13 tháng 10 năm 2022 | Singapore        | Singapore   | Sân vận động trong nhà Singapore          | 8,191    |
| 19 tháng 11 năm 2022 | Osaka            | Nhật Bản    | Kyocera Dome Osaka                        | 78,593   |
| 20 tháng 11 năm 2022 | Osaka            | Nhật Bản    | Kyocera Dome Osaka                        | 78,593   |
| 26 tháng 11 năm 2022 | Tokyo            | Nhật Bản    | Tokyo Dome                                | 93,063   |
| 27 tháng 11 năm 2022 | Tokyo            | Nhật Bản    | Tokyo Dome                                | 93,063   |
| 3 tháng 12 năm 2022  | Aichi            | Nhật Bản    | Vantelin Dome Nagoya                      | 81,644   |
| 4 tháng 12 năm 2022  | Aichi            | Nhật Bản    | Vantelin Dome Nagoya                      | 81,644   |
| 17 tháng 12 năm 2022 | Bulacan          | Philippines | Philippine Arena                          | 39,480   |
| 28 tháng 12 năm 2022 | Jakarta          | Indonesia   | Sân vận động Madya Gelora Bung Karno      | 25,079   |
| Tổng cộng            | Tổng cộng        | Tổng cộng   | Tổng cộng                                 | 542,059  |

| Chuyến lưu diễn của Seventeen                                                  |                     |             |                                         |                   |             |
| Ngày bắt đầu                                                                   | 21 tháng 7 năm 2023 |             |                                         |                   |             |
| Ngày kết thúc                                                                  | 26 tháng 5 năm 2024 |             |                                         |                   |             |
| Số chặng diễn                                                                  | 1                   |             |                                         |                   |             |
| Số buổi diễn                                                                   | 26 ở Châu Á         |             |                                         |                   |             |
| Thứ tự buổi diễn của Seventeen                                                 |                     |             |                                         |                   |             |
| - Seventeen World Tour 'Be The Sun' (2022) - Seventeen Tour 'Follow' (2023-24) |                     |             |                                         |                   |             |
| Ngày                                                                           | Thành phố           | Quốc gia    | Địa điểm                                | Khán giả          | Doanh thu   |
| 21 tháng 7 năm 2023                                                            | Seoul               | Hàn Quốc    | Gocheok Sky Dome                        | 34,341 / 34,341   | $4,083,743  |
| 22 tháng 7 năm 2023                                                            | Seoul               | Hàn Quốc    | Gocheok Sky Dome                        | 34,341 / 34,341   | $4,083,743  |
| 6 tháng 9 năm 2023                                                             | Tokyo               | Nhật Bản    | Tokyo Dome                              | 89,119 / 89,119   | $9,161,436  |
| 7 tháng 9 năm 2023                                                             | Tokyo               | Nhật Bản    | Tokyo Dome                              | 89,119 / 89,119   | $9,161,436  |
| 23 tháng 11 năm 2024                                                           | Saitama             | Nhật Bản    | Belluna Dome                            | 61,088 / 61,905   | $5,914,155  |
| 24 tháng 11 năm 2024                                                           | Saitama             | Nhật Bản    | Belluna Dome                            | 61,088 / 61,905   | $5,914,155  |
| 30 tháng 11 năm 2023                                                           | Nagoya              | Nhật Bản    | Vantelin Nagoya Dome                    | 108,239 / 112,316 | $10,642,941 |
| 2 tháng 12 năm 2023                                                            | Nagoya              | Nhật Bản    | Vantelin Nagoya Dome                    | 108,239 / 112,316 | $10,642,941 |
| 3 tháng 12 năm 2023                                                            | Nagoya              | Nhật Bản    | Vantelin Nagoya Dome                    | 108,239 / 112,316 | $10,642,941 |
| 7 tháng 12 năm 2023                                                            | Osaka               | Nhật Bản    | Kyocera Osaka Dome                      | 107,848 / 109,847 | $9,508,856  |
| 9 tháng 12 năm 2023                                                            | Osaka               | Nhật Bản    | Kyocera Osaka Dome                      | 107,848 / 109,847 | $9,508,856  |
| 10 tháng 12 năm 2023                                                           | Osaka               | Nhật Bản    | Kyocera Osaka Dome                      | 107,848 / 109,847 | $9,508,856  |
| 16 tháng 12 năm 2023                                                           | Fukuoka             | Nhật Bản    | PayPay Fukuoka Dome                     | 68,670 / 70,265   | $6,959,477  |
| 17 tháng 12 năm 2023                                                           | Fukuoka             | Nhật Bản    | PayPay Fukuoka Dome                     | 68,670 / 70,265   | $6,959,477  |
| 23 tháng 12 năm 2023                                                           | Bangkok             | Thailand    | Sân vận động Rajamangala                | 59,023 / 61,675   | $8,802,745  |
| 24 tháng 12 năm 2023                                                           | Bangkok             | Thailand    | Sân vận động Rajamangala                | 59,023 / 61,675   | $8,802,745  |
| 12 tháng 1 năm 2024                                                            | Bulacan             | Philippines | Sân vận động thể thao Philippines       | 54,035 / 61,396   | $11,641,788 |
| 13 tháng 1 năm 2024                                                            | Bulacan             | Philippines | Sân vận động thể thao Philippines       | 54,035 / 61,396   | $11,641,788 |
| 20 tháng 1 năm 2024                                                            | Macao               | Trung Quốc  | Sân vận động Trung tâm Thể thao Olympic | 37,486 / 37,486   | $8,030,290  |
| 21 tháng 1 năm 2024                                                            | Macao               | Trung Quốc  | Sân vận động Trung tâm Thể thao Olympic | 37,486 / 37,486   | $8,030,290  |
| SEVENTEEN TOUR 'FOLLOW' AGAIN                                                  |                     |             |                                         |                   |             |
| 30 tháng 3 năm 2024                                                            | Incheon             | Hàn Quốc    | Sân vận động Incheon                    | 56,047 / 56,328   | $5,894,604  |
| 31 tháng 3 năm 2024                                                            | Incheon             | Hàn Quốc    | Sân vận động Incheon                    | 56,047 / 56,328   | $5,894,604  |
| 27 tháng 4 năm 2024                                                            | Seoul               | Hàn Quốc    | Sân vận động World Cup Seoul            | 71,525 / 72,014   | $7,117,490  |
| 28 tháng 4 năm 2014                                                            | Seoul               | Hàn Quốc    | Sân vận động World Cup Seoul            | 71,525 / 72,014   | $7,117,490  |
| 18 tháng 5 năm 2024                                                            | Osaka               | Nhật Bản    | Sân vận động Yanmar Nagai               | 100,565 / 100,565 | $10,986,598 |
| 19 tháng 5 năm 2024                                                            | Osaka               | Nhật Bản    | Sân vận động Yanmar Nagai               | 100,565 / 100,565 | $10,986,598 |
| 25 tháng 5 năm 2024                                                            | Kanagawa            | Nhật Bản    | Sân vận động Nissan                     | 140,328 / 140,328 | $13,723,256 |
| 26 tháng 5 năm 2024                                                            | Kanagawa            | Nhật Bản    | Sân vận động Nissan                     | 140,328 / 140,328 | $13,723,256 |
| Tổng cộng                                                                      | Tổng cộng           | Tổng cộng   | Tổng cộng                               | 747,421           | $87,757,525 |

## Concerts

### Like seventeen boys wish

#### Lịch biểu diễn
| Ngày                             | Vị trí | Quốc gia | Địa điểm                      | Tham dự |
| Ngày 24 tháng 12 năm 2015        | Seoul  | Hàn Quốc | Hội trường nghệ thuật Yongsan | 3,200   |
| Ngày 25 tháng 12 năm 2015 2.00pm | Seoul  | Hàn Quốc | Hội trường nghệ thuật Yongsan | 3,200   |
| Ngày 25 tháng 12 năm 2015 7.30pm | Seoul  | Hàn Quốc | Hội trường nghệ thuật Yongsan | 3,200   |
| Ngày 26 tháng 12 năm 2015        | Seoul  | Hàn Quốc | Hội trường nghệ thuật Yongsan | 3,200   |

### Like Seventeen – Boys Wish Encore Concert

#### Lịch biểu diễn
| Ngày                     | Vị trí | Quốc gia | Địa điểm                      | Tham dự |
| Ngày 13 tháng 2 năm 2016 | Seoul  | Hàn Quốc | Phòng tập bóng ném SK Olympic | 7.000   |
| Ngày 14 tháng 2 năm 2016 | Seoul  | Hàn Quốc | Phòng tập bóng ném SK Olympic | 7.000   |

### Like Seventeen "Shining Diamond" Concerts

#### Lịch lưu diễn
| Ngày                                       | Vị trí | Quốc gia | Địa điểm                    | Tham dự |
| Ngày 30 tháng 7 năm 2016                   | Seoul  | Hàn Quốc | Jamsil Arena                | 14.000  |
| Ngày 31 tháng 7 năm 2016                   | Seoul  | Hàn Quốc | Jamsil Arena                | 14.000  |
| Ngày 5 tháng 8 năm 2016 (hai chương trình) | Osaka  | Nhật Bản | Grand Cube Osaka            | 13.000  |
| Ngày 8 tháng 8 năm 2016                    | Tokyo  | Nhật Bản | Hội trường Nakano Sun Plaza | 13.000  |
| Ngày 9 tháng 8 năm 2016 (hai chương trình) | Tokyo  | Nhật Bản | Hội trường Nakano Sun Plaza | 13.000  |

### 17 Japan Concert: Say The Name #Seventeen

#### Danh sách biểu diễn
1. Boom Boom
2. No F.U.N
3. Shining Diamond
4. Chuck
5. Rock
6. Check In
7. Monday to Saturday
8. Fronting
9. Drift Away
10. Who
11. OMG
12. Highlight
13. Still Lonely
14. 20
15. When I Grow Up
16. Don't Listen In Secret
17. Popular Song
18. Fast Pace
19. Pretty U
20. Adore U
21. Mansae
22. Very Nice
23. Laughter
24. Beautiful
25. Love Letter

#### Lịch lưu diễn
| Ngày                     | Vị trí   | Quốc gia | Địa điểm            | Tham dự |
| Ngày 15 tháng 2 năm 2017 | Kobe     | Nhật Bản | World Memorial Hall | 28.000  |
| Ngày 16 tháng 2 năm 2017 | Kobe     | Nhật Bản | World Memorial Hall | 28.000  |
| Ngày 18 tháng 2 năm 2017 | Kobe     | Nhật Bản | World Memorial Hall | 28.000  |
| Ngày 19 tháng 2 năm 2017 | Kobe     | Nhật Bản | World Memorial Hall | 28.000  |
| Ngày 21 tháng 2 năm 2017 | Yokohama | Nhật Bản | Yokohama Arena      | 24.000  |
| Ngày 22 tháng 2 năm 2017 | Yokohama | Nhật Bản | Yokohama Arena      | 24.000  |
| Toàn bộ                  | Toàn bộ  | Toàn bộ  | Toàn bộ             | 52.000  |

## Concert Online

### In-complete Concert

#### Danh sách biểu diễn
1. Intro.New World
2. Bring It
3. My I
4. Flower
5. 독: Fear
6. Fearless
7. Fallin' Flower (Korean ver.)
8. Thanks
9. Back it up
10. Habit
11. Moonwalker
12. Ah! Love
13. Light A Flame
14. Hey Buddy
15. Do Re Mi
16. Snap Shoot
17. Left & Right
18. HOME;RUN
19. Shining Diamond
20. All My Love
21. Us, Again
22. My My
23. Campfire
24. Healing

#### Ngày biểu diễn
| Ngày                     | Giờ     |
| Ngày 23 tháng 1 năm 2021 | 6:00 PM |

### Power of Love Concert

#### Danh sách biểu diễn
1. Crush
2. Anyone
3. Clap
4. Ready to love
5. Crazy in Love
6. Network love
7. Fast Pace
8. Bittersweet
9. I Wish
10. Home
11. HIT
12. Check-in
13. GAM3 BO1
14. Last Order
15. Pinwheel
16. Imperfect love
17. Spider
18. 독: Fear
19. My My
20. Heaven's Cloud
21. Beautiful
22. Rock with you
23. To you
24. Thinkin' about You
25. Left & Right
26. All My Love

1. Crush
2. Anyone
3. Clap
4. Ready to love
5. Crazy in Love
6. Network love
7. Fast Pace
8. Bittersweet
9. I Wish
10. Home (Japanese ver.)
11. Not Alone
12. Same dream, same mind, same night
13. 20 (Japanese ver.)
14. Last Order
15. Spider
16. Chilli (Japanese ver.)
17. GAM3 BO1
18. Snap Shoot (Japanese ver.)
19. My My
20. Heaven's Cloud
21. Beautiful
22. Rock with you
23. Power of Love
24. Thinkin' about You
25. Left & Right
26. All My Love

1. Crush
2. Anyone
3. Clap
4. Ready to love
5. Crazy in Love
6. Network love
7. Fast Pace
8. Bittersweet
9. I Wish
10. Home
11. Snap Shoot
12. Same dream, same mind, same night
13. Imperfect love
14. Zero
15. If I
16. I can't run away
17. Tiger Power
18. Oh My!
19. My My
20. Heaven's Cloud
21. Beautiful
22. Rock with you
23. To you
24. Thinkin' about You
25. Left & Right
26. All My Love

#### Lịch biểu diễn
| Ngày                      | Ver           | Thời điểm |
| Ngày 14 tháng 11 năm 2021 | Power         | 5:00 PM   |
| Ngày 18 tháng 11 năm 2021 | Japan Edition | 5:00 PM   |
| Ngày 21 tháng 11 năm 2021 | Love          | 5:00 PM   |

## Fan Meetings

### Mini Fan Meeting 2015
| Ngày                     | Vị trí | Quốc gia | Địa điểm                             | Tham dự |
| Ngày 8 tháng 11 năm 2015 | Seoul  | Hàn Quốc | Kwangwoon University Cultural Center | 2.000   |

### SEVENTEEN in CARAT LAND

#### 2017 SEVENTEEN 1st Fan Meeting
| Ngày                     | Vị trí | Quốc gia | Địa điểm                      | Tham dự |
| Ngày 10 tháng 2 năm 2017 | Seoul  | Hàn Quốc | Sân vận động trong nhà Jamsil | 20.000  |
| Ngày 11 tháng 2 năm 2017 | Seoul  | Hàn Quốc | Sân vận động trong nhà Jamsil | 20.000  |
| Ngày 12 tháng 2 năm 2017 | Seoul  | Hàn Quốc | Sân vận động trong nhà Jamsil | 20.000  |

#### 2018 SEVENTEEN 2nd Fan Meeting
| Ngày                                | Vị trí | Quốc gia | Địa điểm                      | Tham dự |
| Ngày 2 tháng 2 năm 2018             | Seoul  | Hàn Quốc | Sân vận động trong nhà Jamsil | 20.000  |
| Ngày 3 tháng 2 năm 2018 (hai shows) | Seoul  | Hàn Quốc | Sân vận động trong nhà Jamsil | 20.000  |

#### 2019 SEVENTEEN 3rd Fan Meeting
| Ngày                     | Vị trí | Quốc gia | Địa điểm                      | Tham dự |
| Ngày 8 tháng 3 năm 2019  | Seoul  | Hàn Quốc | Sân vận động trong nhà Jamsil |         |
| Ngày 9 tháng 3 năm 2019  | Seoul  | Hàn Quốc | Sân vận động trong nhà Jamsil |         |
| Ngày 10 tháng 3 năm 2019 | Seoul  | Hàn Quốc | Sân vận động trong nhà Jamsil |         |

#### 2020 SEVENTEEN 4th Fan Meeting
| Ngày                     | Quốc gia | Địa điểm | Thời điểm |
| Ngày 30 tháng 8 năm 2020 | Hàn Quốc | Online   | 6:00 PM   |

#### 2021 SEVENTEEN 5th Fan Meeting
| Ngày                    | Quốc gia | Địa điểm | Thời điểm |
| Ngày 8 tháng 8 năm 2021 | Hàn Quốc | Online   | 5:00 PM   |

### Seventeen Japan Official Fan club Meeting - Carat Camp
| Ngày                     | Vị trí   | Quốc gia | Địa điểm            | Tham dự |
| Ngày 22 tháng 2 năm 2018 | Yokohama | Nhật Bản | Yokohama Arena      | [ 28 ]  |
| Ngày 28 tháng 2 năm 2018 | Osaka    | Nhật Bản | Hội trường Osaka-jō | [ 28 ]  |
| Ngày 7 tháng 3 năm 2018  | Nagoya   | Nhật Bản | Nippon Gaishi Hall  | [ 28 ]  |

### Fan meeting Seventeen Nhật Bản - Trại hè Carat
| Ngày                    | Vị trí  | Quốc gia | Địa điểm            | Tham dự |
| Ngày 8 tháng 9 năm 2018 | Saitama | Nhật Bản | Saitama Super Arena | [ 13 ]  |
| Ngày 9 tháng 9 năm 2018 | Saitama | Nhật Bản | Saitama Super Arena | [ 13 ]  |

### Fan meeting Seventeen Nhật Bản - Hana
| Ngày                          | Vị trí | Quốc gia | Địa điểm            | Tham dự |
| 22 tháng 4 năm 2019 (13.30pm) | Chiba  | Nhật Bản | Makuhari Messe      |         |
| 22 tháng 4 năm 2019 (18.30pm) | Chiba  | Nhật Bản | Makuhari Messe      |         |
| 26 tháng 4 năm 2019           | Osaka  | Nhật Bản | Hội trường Osaka-jō |         |
| 27 tháng 4 năm 2019           | Osaka  | Nhật Bản | Hội trường Osaka-jō |         |

### Fan meeting Seventeen Nhật Bản -Hare
| Ngày                     | Quốc gia | Địa điểm | Thời điểm |
| Ngày 27 tháng 4 năm 2021 | Nhật Bản | Online   | 4:30 PM   |

## Showcases
| Ngày                     | Vị trí   | Quốc gia | Địa điểm                 | Tham dự | Showcase                                                 |
| Ngày 10 tháng 5 năm 2015 | Seoul    | Hàn Quốc | Blue Square Concert Hall | 1.000   | "Seventeen Project" Showcase Mission                     |
| Ngày 26 tháng 5 năm 2015 | Gyeonggi | Hàn Quốc | MBC Dream Center         | 1.000   | Seventeen 1st Mini Album '17 Carat' Showcase             |
| Ngày 10 tháng 9 năm 2015 | Seoul    | Hàn Quốc | Digital Magic Space      |         | Seventeen 2nd Mini Album 'Boys Be' Showcase              |
| Ngày 24 tháng 4 năm 2016 | Seoul    | Hàn Quốc | AX Korea                 | 1.000   | Seventeen First Album 'Love & Letter' Showcase           |
| Ngày 5 tháng 12 năm 2016 | Seoul    | Hàn Quốc | Blue Square Concert Hall | 1.500   | Seventeen 3rd Mini Album 'Going Seventeen' Showcase      |
| Ngày 23 tháng 5 năm 2017 | Seoul    | Hàn Quốc | Hội trường Olympic       | 4.000   | Seventeen 4th Mini Album 'Al1' Showcase                  |
| Ngày 30 tháng 5 năm 2018 | Tokyo    | Nhật Bản | Toyosu Pit               | 12.000  | Seventeen 1st Japanese Mini Album 'We Make You' Showcase |
| Ngày 31 tháng 5 năm 2018 | Tokyo    | Nhật Bản | Toyosu Pit               | 12.000  | Seventeen 1st Japanese Mini Album 'We Make You' Showcase |
| Ngày 16 tháng 7 năm 2018 | Seoul    | Hàn Quốc | Blue Square Concert Hall | N/a     | Seventeen 5th Mini Album 'You Make My Day' Showcase      |
| Ngày 21 tháng 1 năm 2019 | Seoul    | Hàn Quốc | Hội trường Olympic       | N/a     | Seventeen 6th Mini Album 'You Made My Dawn' Showcase     |
| Ngày 7 tháng 6 năm 2019  | Yokohama | Nhật Bản | Pacifico Yokohama        |         | Seventeen 1st Japanese Single 'Happy Ending' Showcase    |
| Ngày 12 tháng 6 năm 2019 | Kobe     | Nhật Bản | World Memorial Hall      |         | Seventeen 1st Japanese Single 'Happy Ending' Showcase    |